# Улица Илије Бирчанина (Сомбор)
| Улица Илије Бирчанина | Улица Илије Бирчанина     |
| --------------------- | ------------------------- |
|                       |                           |
| Почетак               | Улица Апатински пут       |
| Крај                  | Улица Сонћански пут       |
| Дужина                | око 850 m                 |
| Ширина                | 6 до 7 m                  |
| Створена              |                           |
| Названа               | После Првог светског рата |
| Стари називи          | Шеширџијска               |
|                       |                           |
|                       |                           |
| Поглед на улицу       |                           |

Улица Илије Бирчанина је једна од старијих градских улица у Сомбору, седишту Западнобачког управног округа. Протеже се правцем који повезује Улицу Апатински пут и на другој страни Улицу Сонћански пут. Дужина улице је око 850 м.

## Улице у Сомбору
Почетком 20. века (1907) Сомбор је био подељен на пет градских квартова (Унутрашња варош, Горња варош, Црвенка, Млаке или Банат и Селенча) и било је 130 улица. Данас у Сомбору има око 330 улица.
Некада квартови, данас Месне заједнице, којих на подручју Града Сомбора има 22. Сам Град има 7 месних заједница ("Црвенка", "Горња Варош", "Млаке", "Нова Селенча", "Селенча", "Стара Селенча" и "Венац"), док су осталих 15 у осталим насељеним местима.
Улица Илије Бирчанина припада Месној заједници "Стара Селенча". 

## Назив улице
Улица је у прошлости носила назив Шеширџијска. Данас носи назив Илије Бирчанина. 
- Илија Бирчанин (1764 - 1804), значајна историјска личност српског народа, кнез Ваљевске нахије.[6]

## Историјат
Улица Илије Бирчанина је једна од најдужих улица некадашњег сомборског предграђа Селенча, и архитектура улице је била сеоског типа. Протезала се од угла који је спајао Улицу Кнеза Милоша (некад Калуђерска улица) и Сонћански пут, па до изласка на средишњи део Апатинског пута. Име је добила по једној или више радионица за прављење шешира. Након Првог светског рата улица је названа данашњим именом. Деведесетих година 19. века улица је поплочана. 

## Суседне улице
- Апатински пут
- Далматинска
- Ђуре Даничића
- Максима Горког
- Божидара Аџије
- Петра Прерадовића
- Сонћански пут

## Улицом Илије Бирчанина
Улица Илије Бирчанина је улица у којој се углавном налазе стамбене куће и зграде новије градње, неколико фирми и дечији вртић. 

### Значајније институције и објекти у улици
Тренутно се у улици налази:
- Дечији вртић Патар Пан, на броју 18
- Штампарија Принт, на броју 27
- Мед-Еко Плус, на броју 14
- Студио Racoon, 38а

## Галерија
- Мед-Еко Плус
- Поглед на улицу
- Дечији вртић Патар Пан